# Félix de Salabert y Aguerri
Félix (o Manuel Félix) de Salabert y Aguerri, III marqués de la Torrecilla y V marqués de Valdeolmos (Zaragoza, 17 de mayo de 1869-1762) fue un noble y militar español.

## Biografía
Fue hijo del matrimonio formado por Manuel Félix de Salabert y Sora (1649-abril de 1694), y de Josefa de Aguerri y Rivas, II marquesa de Torrecilla. Por vía paterna y materna descendía de asentistas aragoneses y navarros recientemente ennoblecidos. Tuvo varias hermanas:
- Antonia.
- Ángela.
- Isabel, casada en 1708 con Pedro de Molina Junterón y Ladrón de Guevara (-1715), II marqués de Corvera, y después, monja profesa en el convento de capuchinas de Murcia.[3]

Contrajo matrimonio con Eugenia María Rodríguez de los Rios (1716-1790) con quien tuvo tres vástagos:
- Félix (1 de marzo de 1716-¿?), caballero de la orden de Santiago, casado con Isabel  O'Brien y O'Connor Phaly (-1776);
- Miguel (9 de octubre de 1720-1735);[5]
- Rafael (14 de octubre de 1721-¿?), caballero de la orden de Santiago,[6] casado con Maria Anna Verdes-Montenegro y Tárrega.

Fue autor de unas importantes memorias, que documentan con detalles aspectos como el Incendio del Real Alcázar de Madrid en 1734.
Murió en 1762.

## Títulos, órdenes y cargos

### Títulos
- III marqués de la Torrecilla.[9]
- Marqués de Peñatajada.[9]
- (1762) V marqués de Valdeolmos.[9]

### Órdenes
- Caballero de la Orden de Santiago.[4]

### Cargos
- Mayordomo de semana del Rey de España.[10]
- Consejero supernumerario del Consejo de Hacienda.[11]
- Regidor de Madrid.[4][12]

- Regidor perpetuo de Zaragoza.[4]

### Individuales
1. ↑  Arrieta Alberdi, Jon. «Manuel Salabert y Sora». Diccionario biográfico español. Real Academia de la Historia.
2. ↑  Molas Ribalta, Pedro (2008). Los gobernantes de la España moderna. Editorial Actas. p. 215. ISBN 978-84-9739-066-8. Consultado el 22 de enero de 2023.
3. ↑  Ceballos, Luis Ignacio (1737). Chronica del observantissimo Convento de Madres Capuchinas de la Exaltacion de el Santismo. Sacramento en la Ciudad de Murcia. la Viuda de don Pedro Enguera. Consultado el 22 de enero de 2023.
4. 1 2 3 4  Cadenas y Vicent, Vicente de (1978). Caballeros de la Orden de Santiago Siglo Xviii -tomo Iii. Ediciones Hidalguia. pp. 199-200. ISBN 978-84-00-04337-7. Consultado el 22 de enero de 2023.
5. ↑  «Salabert Rodríguez de los Ríos, Miguel de». Portal de Archivos Españoles. 14 de noviembre de 1762.
6. ↑  Matilla Tascón, Antonio (1987). «794-01». Catalogo de documentos notariales de nobles. Ediciones Hidalguia. p. 474. ISBN 978-84-00-06481-5. Consultado el 22 de enero de 2023.
7. ↑  Maura Gamazo, Gabriel, duque de Maura (2018). Carlos II y su corte. Ensayo de reconstrucción biográfica I. Madrid: Boletín Oficial del Estado, Real Academia de la Historia. pp. 461, 466. ISBN 978-84-340-2474-8.
8. ↑  Vélez de Guevara, Juan; Sage, Jack (1970). Los celos hacen estrellas. Boydell & Brewer Ltd. p. 167. ISBN 978-0-900411-06-9. Consultado el 22 de enero de 2023.
9. 1 2 3  Carlos III de España (14 de noviembre de 1762). «Carta de sucesión del marquesado de la Torrecilla otorgada por Fernando VI a favor de Félix de Salabert y Aguerri.». Portal de Archivos Españoles.
10. ↑  Pineda y Cevallos Escalera, Antonio (1881). «Casamiento de la Infanta Doña María Antonia con el Príncipe de Saboya, Víctor Amadeo en 1750». Casamientos régios de la Casa de Borbón en España (1701-1879). E. de la Riva. p. 106. Consultado el 22 de enero de 2023.
11. ↑  «El Rey ha hecho merced al ...». Mercurio histórico y político (Imprenta Real). Abril de 1739. p. 132. Consultado el 22 de enero de 2023.
12. ↑  Gabriel Ramirez, ed. (1759). Norma de reales proclamaciones castellanas, puntual solemnidad, y individuales noticias de la que se ha celebrado en Madrid 11 de septiembre de 1759 á nuestro Rey Don Carlos III de Borbon / segun la dispuso el Lic. Don Sylvestre Palomares Estevan. Madrid. p. 45.